# Etappe der ineenstorting
Etappe der ineenstorting was een verzetsblad uit de Tweede Wereldoorlog, dat tot en met 9 mei 1945 in Amsterdam werd uitgegeven. Het blad verscheen dagelijks in een oplage. Het werd met de hand geschreven, getypt, gehectografeerd en vanaf 22 februari 1944 gestencild en de inhoud bestond voornamelijk uit nieuwsberichten.
Het nieuwsbulletin groeide geleidelijk uit de geest van verzet die op het hoofdkantoor van het Gemeente-energiebedrijf Amsterdam heerste. Daar ontstonden nieuwsbulletins welke vooral ten doel hadden valse geruchten tegen te gaan. Eerst waren deze bulletins alleen voor intern gebruik bedoeld, maar toen de oplage in februari 1944 door de mogelijkheid van stencilen aanzienlijk vergroot kon worden, kon ook een gedeelte van de Amsterdamse bevolking ervan profiteren. Hoewel bij de vervaardiging Joh. Overdiek, J. Oskam, W.J. Visser en A. Kaarsgaren (later vervangen door A. Kramer) de leiding hadden, zou de uitgave van een blad dat geheel vervaardigd werd in het GEB niet mogelijk zijn geweest zonder medewerking van de directie en het gehele personeel. Pas op 18 juli 1944 kreeg het blad zijn karakteristieke naam.
Het laatste nummer werd uitgegeven op 9 mei 1945. Op 7 juli 1945 werd een feest- en huldigingsavond georganiseerd in het Concertgebouw. Naast verschillende muziekuitvoeringen werden medewerkers van Etappe der ineenstorting gehuldigd.